# Iglesia de San Francisco Javier (Yamaguchi)
La iglesia de San Francisco Javier (Xavier Memorial Church, en inglés; 山口サビエル記念聖堂 en japonés) es un edificio religioso católico ubicado en Yamaguchi, Prefectura de Yamaguchi, Japón. Una primera iglesia fue construida en 1952 con motivo del cuarto centenario de la muerte de San Francisco Javier pero fue destruida por un incendio el 5 de septiembre de 1991. Una nueva iglesia fue construida en 1998 decididamente en estilo moderno. La iglesia es, además, la parroquia principal de los católicos de la ciudad.

## Historia

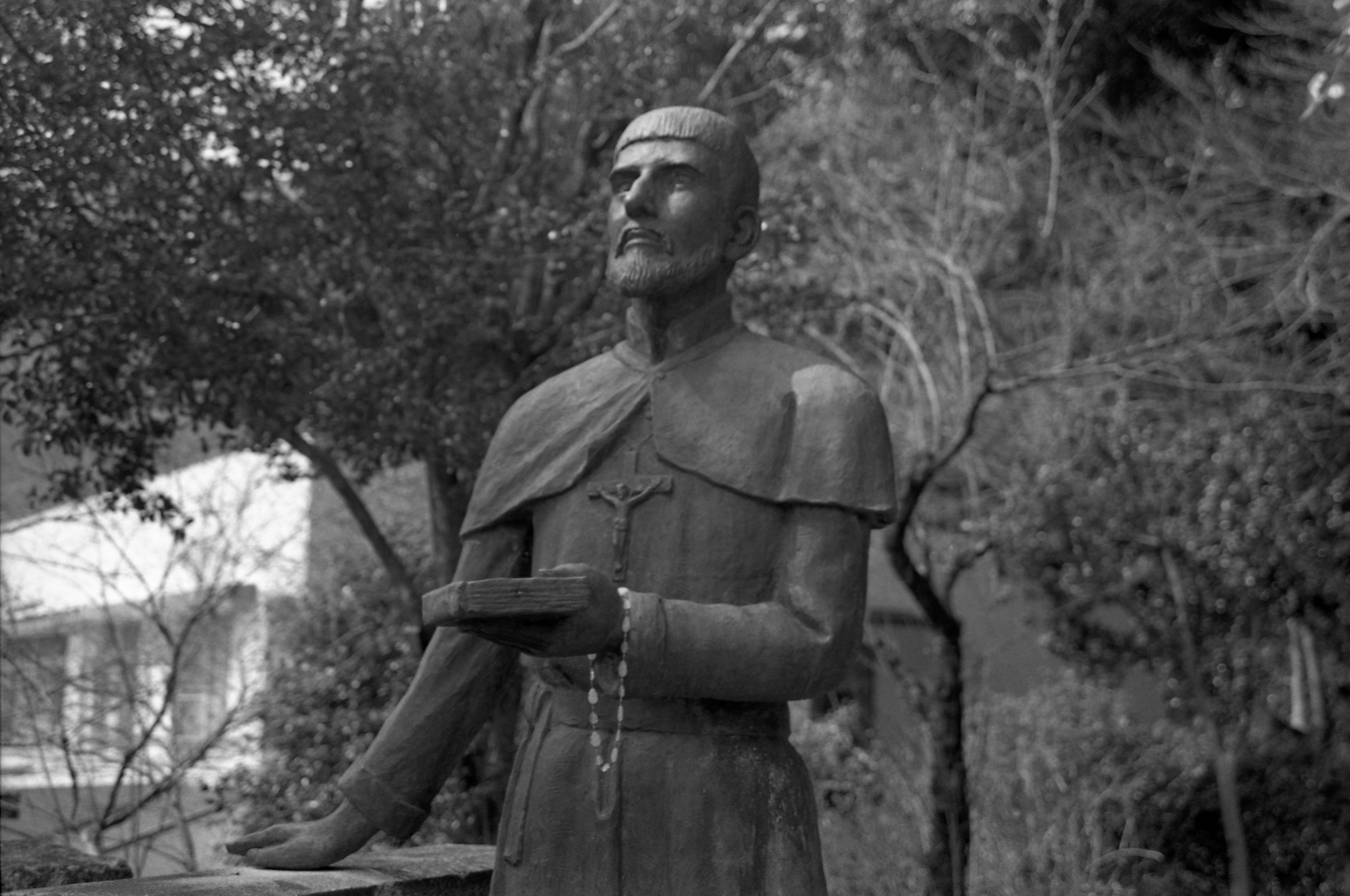

El 15 de agosto de 1549 Francisco Javier desembarca ya en Kagoshima (Japón). Es recibido por daimyō Shimazu Takahisa de Satsuma al que regala un pintura al óleo, La Virgen con el Niño y La Anunciación, que causa la admiración del soberano. En este primer viaje va acompañado por el valenciano Cosme de Torres, padre jesuita, y el laico cordobés Juan Fernández.
Al llegar a Yamaguchi a principios de noviembre de 1550, el infatigable Savieru (como así le llaman en Japón) es bien recibido por las autoridades y la población. Hay dos estancias, desde noviembre de 1550 hasta enero de 1551 y desde finales de abril hasta septiembre de 1551. Recibido cortésmente por Ōuchi Yoshitaka, Javier rechaza cualquier regalo, pidiendo solo permiso para predicar el Evangelio. Además de predicar, a menudo participa en debates religiosos donde su competencia religiosa y su conocimiento de los fenómenos naturales hacen maravillas. Al principio, el ambiente es generalmente favorable y unas 500 personas, pertenecientes a la alta sociedad, la corte del príncipe y los intelectuales, reciben el bautismo. Una comunidad cristiana vibrante con base en Yamaguchi que Javier confía a su compañero misionero, Juan Fernández, cuando abandona la ciudad en septiembre de 1551, continuando su camino a Funai (ahora Oita, en el distrito de Bongo). Un par de meses más tarde, en noviembre, Javier abandona Japón acompañado de un joven japonés bautizado como Bernardo. Este joven seguirá rumbo a Europa llegando a Lisboa en 1553 y convirtiéndose en el primer japonés, que se tiene noticia, que pisa Europa.
La ciudad de Yamaguchi sigue apegada al nombre de Francisco Javier debido a los casi dos años que pasó en Japón, siendo allí donde recibió la mejor bienvenida concretándose en la formación de una comunidad cristiana que, sin embargo, poco después de su partida, tendrá que enfrentar un fuerte oposición e incluso persecución.

## Nueva iglesia

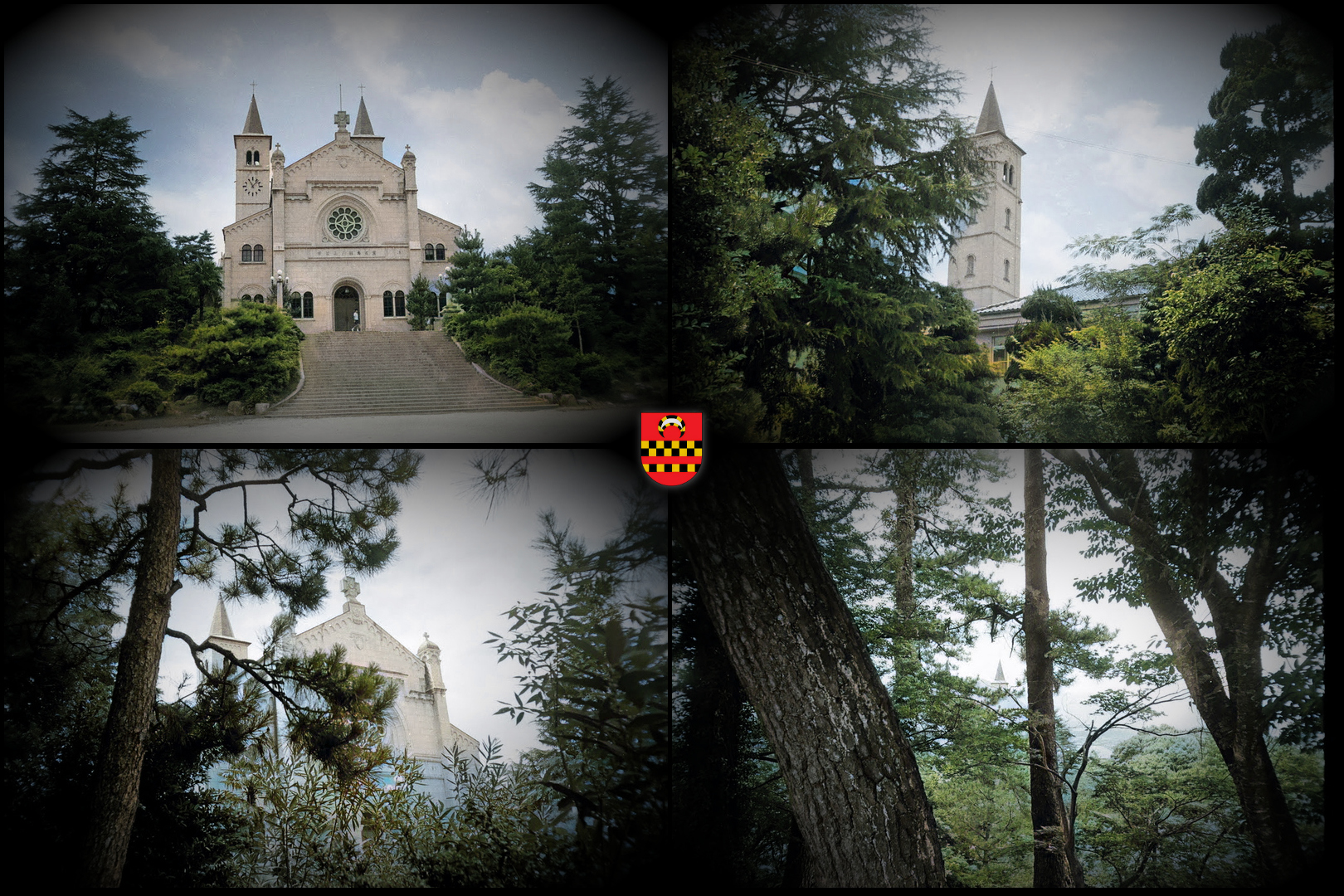
Imágenes de la antigua iglesia

En 1952, con motivo del 4º centenario de la muerte del santo apóstol (3 de diciembre de 1552), se decidió construir una 'iglesia conmemorativa' en Yamaguchi: la 'Xavier Memorial Church'. La ceremonia de consagración se realiza el 26 de octubre. Rápidamente se convierte en un centro de interés turístico en la ciudad y recibe muchos visitantes, tanto cristianos como no cristianos. La iglesia queda reducida a cenizas por un violento incendio que la destruyó el 5 de septiembre de 1991.
Gracias al apoyo y la generosidad de la gente de Yamaguchi, y otros benefactores de todo el mundo, se erigió una nueva iglesia y se abrió al culto el 29 de abril de 1998. Con su estilo moderno, de tejado piramidal, lleno de luz y mármol, continúa atrayendo visitantes y turistas por igual. La iglesia es una parroquia y un lugar de culto de la comunidad católica de Yamaguchi. 

### Descripción
El edificio de diseño triangular tiene dos niveles: 
- El nivel inferior con jardín en la parte posterior, es un lugar dedicado a la memoria de San Francisco Javier, con un museo donde se expone el desarrollo de las primeras comunidades cristianas (y mártires ) de Japón, con una introducción al cristianismo.

- El interior de la iglesia es luminoso, un templo de luz. Una gran serie de vidrieras multicolores contribuyen a ello.

Además, muestra dos torres de más de 50 metros, dominando el edificio, con las letras en griego 'I' e 'X' (de Ihesus Xristi), una lleva el reloj y la otra (el 'campanario') las nueve campanas.

### Las nueve campanas
Cada campana tiene un mensaje dirigido a diferentes grupos. Los mensajes son directamente del Nuevo Testamento:
- A todos los hombres y mujeres de Japón: «Y la estrella de la mañana nazca en vuestros corazones» (2P 1:19)
- A los ciudadanos de Yamaguchi: «Estaré continuamente con vosotros hasta la consumacion de los siglos» (Mt 28:20)
- A los muertos: «Yo soy la resurrección y la vida» (Jn 11:25)
- A las parejas y familias: «Y andad en amor» (Efesios 5: 2)
- A los trabajadores: «Trabajad para tener, no tanto el manjar que se consume, sino el que dura hasta la vida eterna» (Jn 6:27)
- A las enfermedades y a los que sufren: «Venid á mí todos los que andais agobiados con trabajos y cargas, que yo os aliviaré» (Mt 11:28)
- A los peregrinos y viajeros: «Si alguno tiene sed, que venga a mí y beba» (Jn 7:37)
- A los jóvenes: «Sigue la justicia, la fe, la caridad, la paz» (2Tim 2:22)
- A todos los niños: «Andad como hijos de la luz» (Efesios 5: 8)